# Cayey
Cayey è una città di Porto Rico situata nella zona sud-orientale dell'isola. L'area comunale confina a nord con Cidra, a est con Caguas, San Lorenzo e Patillas, a sud con Guayama e Salinas e a ovest con Aibonito. Il comune, che fu fondato nel 1773, oggi conta una popolazione di quasi 50 000 abitanti ed è suddiviso in 22 circoscrizioni (barrios).